# Herrarnas lagförföljelse i bancykling vid olympiska sommarspelen 1972
Herrarnas lagförföljelse i bancykling vid olympiska sommarspelen 1972 ägde rum den 2-4 september 1972 i München.

## Medaljörer
| Event                    | Guld                                                                    | Silver                                                                   | Brons                                                                 |
| Herrarnas lagförföljelse | Västtyskland Günther Schumacher Jürgen Colombo Günter Haritz Udo Hempel | Östtyskland Uwe Unterwalder Thomas Huschke Heinz Richter Herbert Richter | Storbritannien William Moore Michael Bennett Ian Hallam Ronald Keeble |

## Resultat

### Kvalificeringsomgång
| Placering | Cyklister                                                                        | Land                | Tid     | Genomsnittlig hastighet | Kvalificerad |
| --------- | -------------------------------------------------------------------------------- | ------------------- | ------- | ----------------------- | ------------ |
| 1         | Jürgen Colombo Günter Haritz Udo Hempel Günther Schumacher                       | Västtyskland        | 4:34,54 | 54,640                  | Q            |
| 2         | Thomas Huschke Heinz Richter Herbert Richter Uwe Unterwalder                     | Östtyskland         | 4:25,48 | 54,241                  | Q            |
| 3         | Viktor Bykov Vladimir Kuznetsov Anatolij Stepanenko Aleksandr Judin              | Sovjetunionen       | 4:26,53 | 54,027                  | Q            |
| 4         | Ad Dekkers Gerard Kamper Herman Ponsteen Roy Schuiten                            | Nederländerna       | 4:27,30 | 53,872                  | Q            |
| 5         | Michael Bennett Ian Hallam Ronald Keeble William Moore                           | Storbritannien      | 4:28,92 | 53,547                  | Q            |
| 6         | Jerzy Glowacki Pawel Kaczorowski Janusz Kierzkowski Mieczyslaw Nowicki           | Polen               | 4:29,00 | 53,531                  | Q            |
| 7         | Martin Steger Xaver Kurmann René Savary Christian Brunner                        | Schweiz             | 4:30,56 | 53,222                  | Q            |
| 8         | Nikifor Petrov Plamen Tintchev Dimo Angelov Ivan Stanoev                         | Bulgarien           | 4:31,54 | 53,052                  | Q            |
| 9         | Pietro Algeri Giacomo Bazzan Giorgio Morbiato Luciano Borgognoni                 | Italien             | 4:31,64 | 42,011                  |              |
| 10        | Steele Roy Bishop Danny Clark Remo Sansonetti Phillip George Sawyer              | Australien          | 4:31,85 | 52,970                  |              |
| 11        | Zdenëk Dohnal Jifi Mikšik Anton Tkác Milan Zyka                                  | Tjeckoslovakien     | 4:33,39 | 52,672                  |              |
| 12        | Leon Daelemans Roger de Beukelaer Alex van der Linden Wilfried Weizmael          | Belgien             | 4:34,26 | 52,504                  |              |
| 13        | Gunnar Asmussen Svend Erik Bjerg Reno Bent Olsen Bent L. Pedersen                | Danmark             | 4:34,78 | 52,405                  |              |
| 14        | Paul Brydon Neil Lyster John Dean Blair Stockwell                                | Nya Zeeland         | 4:35,11 | 52,342                  |              |
| 15        | Bernard Bocquet Jacques Bossis Michel Zucarelli Jean-Jacques Fusien              | Frankrike           | 4:35,48 | 52,272                  |              |
| 16        | Carlos Miguel Alvarez Raul Alberto Gomez Raul Adrian Halket Ismael Hector Torres | Argentina           | 4:37,89 | 51,819                  |              |
| 17        | David Chauner John Vande Velde David Mulica James Ochowicz                       | USA                 | 4:38,19 | 51,763                  |              |
| 18        | Aldo Arencibia Roberto Heredero Roberto Menendez Raul Vazquez                    | Kuba                | 4:44:43 | 50,627                  |              |
| 19        | Jocelyn Lovell Brian Keast Ron Hayman Edward MacRae                              | Kanada              | 4:48,90 | 49,844                  |              |
| 20        | Patrick Gellineau Clive Saney Anthony Sellier Vernon Stauble                     | Trinidad och Tobago | 4:56,59 | 48,551                  |              |
| 21        | Radcliffe Lawrence Howard Fenton Maurice Hugh-Sam Michael Lecky                  | Jamaica             | 4:59,28 | 48,115                  |              |
| 22        | Khosrou Haghgosha Mohamadtaghikha Khodavand Gholamhosain Koohi Behrouz Rahbar    | Iran                | 5:10,80 | 46,332                  |              |

### Kvartsfinaler
Heat 1
| Placering | Land           | Tid     | Genomsnittlig hastighet | Kvalificering |
| --------- | -------------- | ------- | ----------------------- | ------------- |
| 1         | Storbritannien | 4:24,23 | 54,292                  | Q             |
| 2         | Nederländerna  | 4:26,11 | 54,112                  |               |

Heat 2
| Placering | Land          | Tid     | Genomsnittlig hastighet | Kvalificering |
| --------- | ------------- | ------- | ----------------------- | ------------- |
| 1         | Polen         | 4:25,72 | 54,192                  | Q             |
| 2         | Sovjetunionen | 4:26,75 | 53,983                  |               |

Heat 3
| Placering | Land        | Tid     | Genomsnittlig hastighet | Kvalificering |
| --------- | ----------- | ------- | ----------------------- | ------------- |
| 1         | Östtyskland | 4:23,26 | 54,698                  | Q             |
| 2         | Schweiz     | 4:26,44 | 54,045                  |               |

Heat 4
| Placering | Land         | Tid     | Genomsnittlig hastighet | Kvalificering |
| --------- | ------------ | ------- | ----------------------- | ------------- |
| 1         | Västtyskland | 4:24,49 | 54,444                  | Q             |
| 2         | Bulgarien    | 4:31,55 | 53,082                  |               |

### Semifinaler
Heat 1
| Placering | Land           | Tid | Genomsnittlig hastighet | Kvalificering |
| --------- | -------------- | --- | ----------------------- | ------------- |
| 1         | Västtyskland   |     |                         | Q             |
| 2         | Storbritannien | OT  |                         |               |

Heat 2
| Placering | Land        | Tid     | Genomsnittlig hastighet | Kvalificering |
| --------- | ----------- | ------- | ----------------------- | ------------- |
| 1         | Östtyskland | 4:23,14 | 54,723                  | Q             |
| 2         | Polen       | 4:26,39 | 54,056                  |               |

### Medaljlopp
Bronslopp
| Placering | Land           | Tid     | Genomsnittlig hastighet | Placering |
| --------- | -------------- | ------- | ----------------------- | --------- |
| 1         | Storbritannien | 4:23,78 | 54,590                  | 3         |
| 2         | Polen          | 4:26,06 | 54,123                  | 4         |

Final
| Placering | Land         | Tid     | Genomsnittlig hastighet | Placering |
| --------- | ------------ | ------- | ----------------------- | --------- |
| 1         | Västtyskland | 4:22,14 | 54,932                  | 1         |
| 2         | Östtyskland  | 4:25,25 | 54,288                  | 2         |